# Nadine Swagerman
Nadine Swagerman (Medemblik, 31 juli 1989) is een Nederlandse auteur van met name verhalen voor jongvolwassenen.

## Biografie
Swagerman debuteerde in 2018 met de Young Adult-thriller Één waarheid, waarin de 18-jarige Laura na een avondje uit thuiskomt en haar beide ouders vermoord aantreft. Het eerste exemplaar van dit boek overhandigde ze aan 'de heldin van haar jeugd' Carry Slee. Met haar debuut won Swagerman in juni 2019 de Jonge Jury Debuutprijs 2019. Haar debuut stond daarnaast op de longlist voor de Hebban Debuutprijs 2019. In maart 2020 verscheen haar tweede YA-thriller Maar ik ben jou niet als onderdeel van de Kluitman-novellelijn. Op 14 februari 2022 verscheen Swagermans derde boek Aan de andere kant van geluk. Deze YA-roman over liefde, rouw en vriendschap raakte in opspraak nadat het boek opgenomen werd in een Nederlandse YA-boekenbox, omdat er mensen waren die vonden dat een LHBTI+-boek daar niet in thuishoort. In datzelfde jaar verscheen Swagermans novelle Wat we niet zeggen.
Sinds 2024 is Swagerman ambassadeur van de JIJ DOET ERTOE-lijn van Uitgeverij Kluitman. In deze lijn verschijnen boeken met belangrijke maatschappelijke en sociale thema’s. Swagerman schreef het eerste boek in de lijn genaamd De helft van mij, een YA over ontdekken wie je bent en waar je vandaan komt.

## Prijzen en nominaties
- 2019: Jonge Jury Debuutprijs 2019 voor Één waarheid
- 2019: Nominatie voor de Hebban Debuutprijs (longlist)